# 耶路撒冷历史大事年表
以下为耶路撒冷历史大事年表。在这座城市漫长的历史中，耶路撒冷两次被摧毁，23次被围攻，52次受攻击，44次被占领或重新夺回。 

## 古代时期

### 古代以色列王国时期
- c. 1010 BCE：大卫王攻占耶路撒冷。耶路撒冷成为大卫城和以色列统一王国的都城。[2]
- c. 962 BCE：所罗门王修建了第一圣殿。
- c. 931–930 BCE：所罗门去世，以色列历史上的黄金时期结束。国家分裂为南北两国，耶路撒冷成为罗波安为王的南犹大王国的首都。

### 新亚述和新巴比伦帝国时期

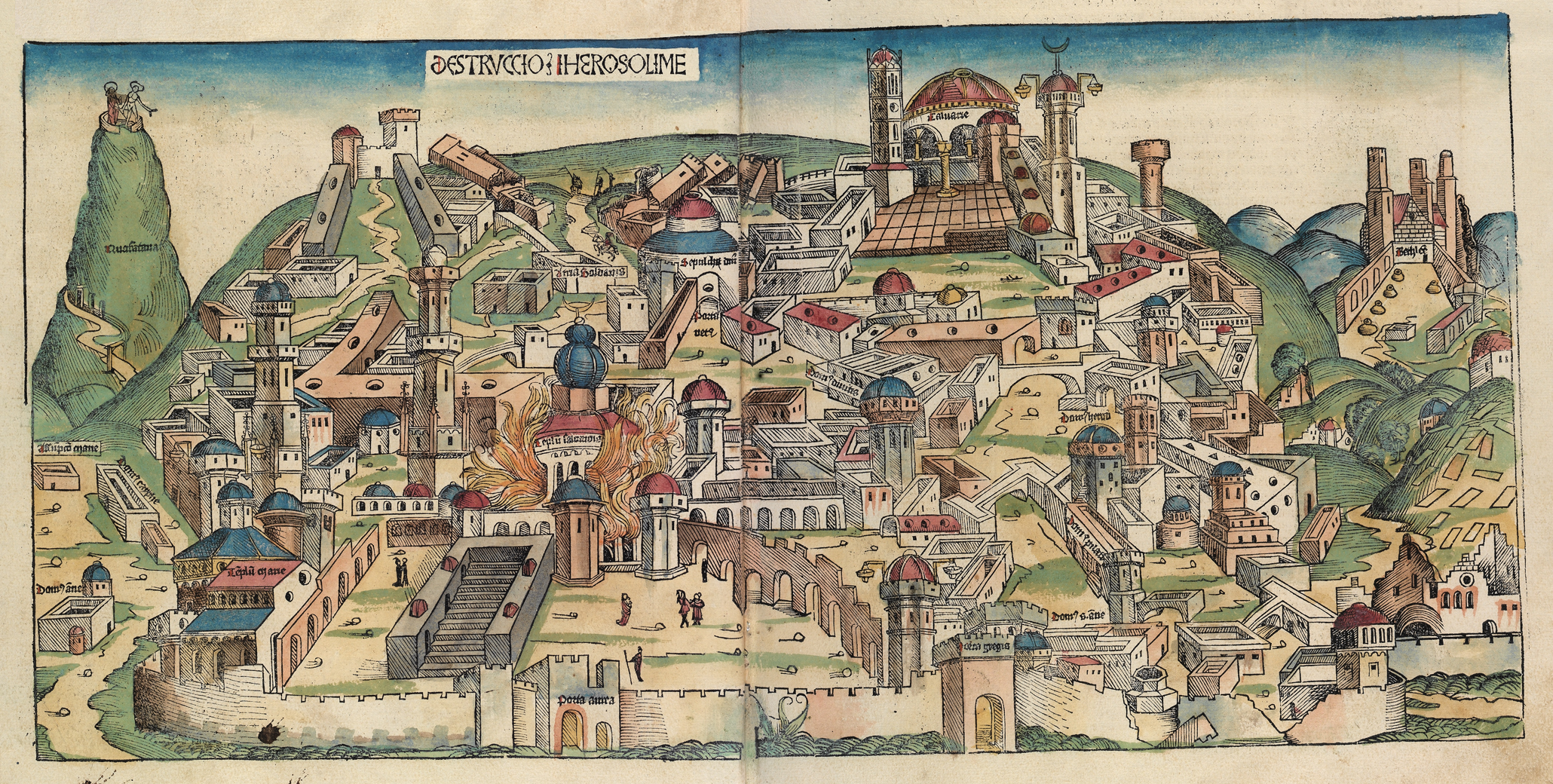
纽伦堡编年史中描述巴比伦摧毁耶路撒冷的插图

## 古典时期

公元前15世纪，疆域达到极盛的埃及新王国
公元前830年的黎凡特，显示耶路撒冷
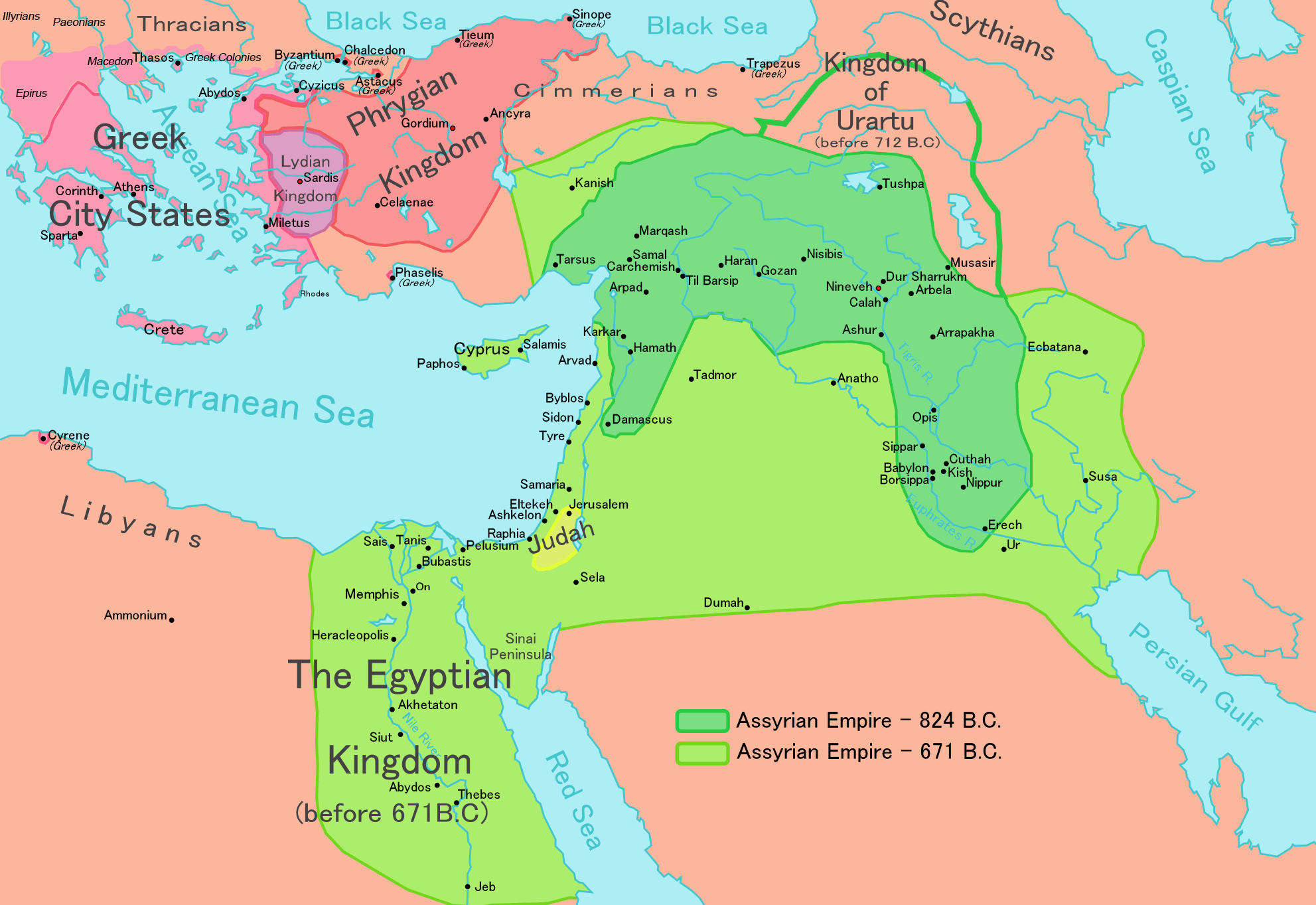
极盛时期的新亚述帝国
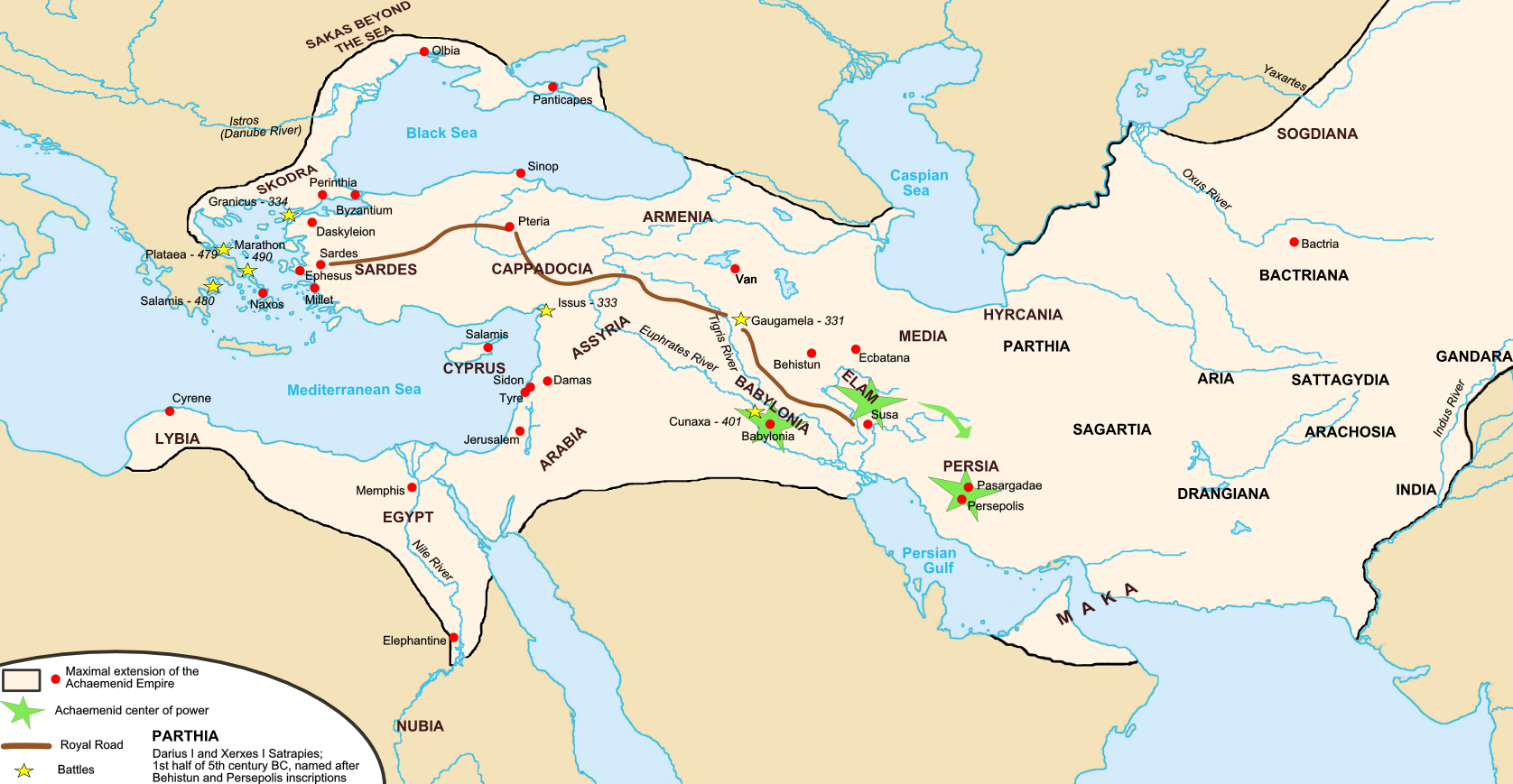
大流士三世统治下的阿契美尼德帝国
公元前30年–前6年，奥古斯都大帝时期的罗马帝国疆域
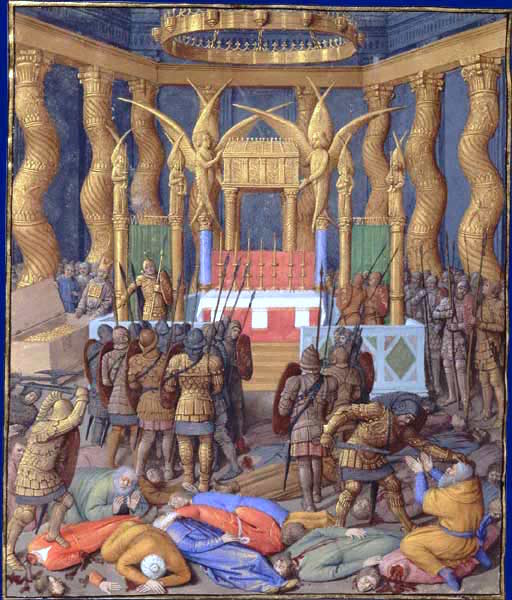
公元前63年的庞培在圣殿山（讓·富凱繪，1470–1475）
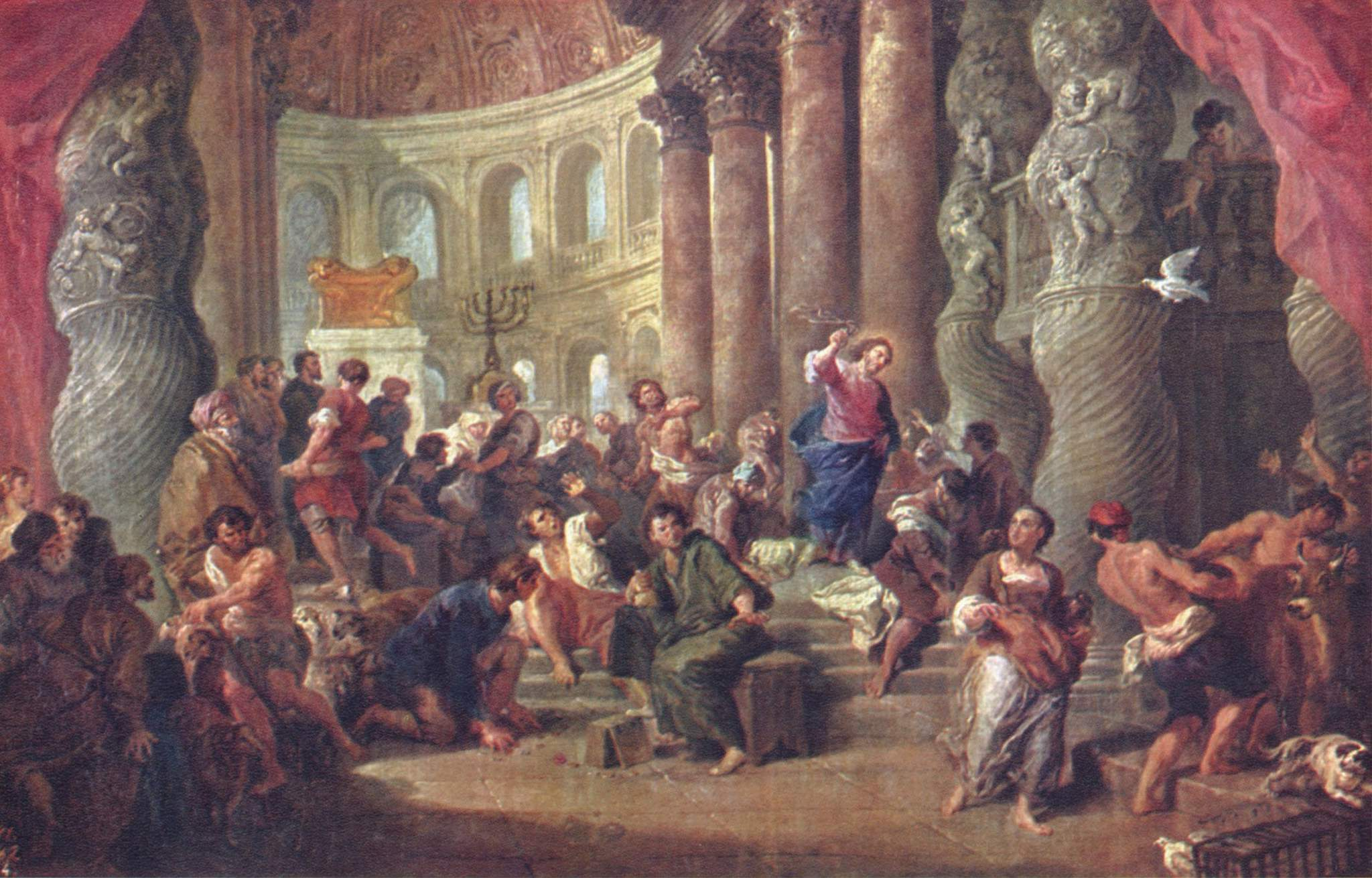
耶稣在圣殿山（乔瓦尼·保罗·潘尼尼，1750年）
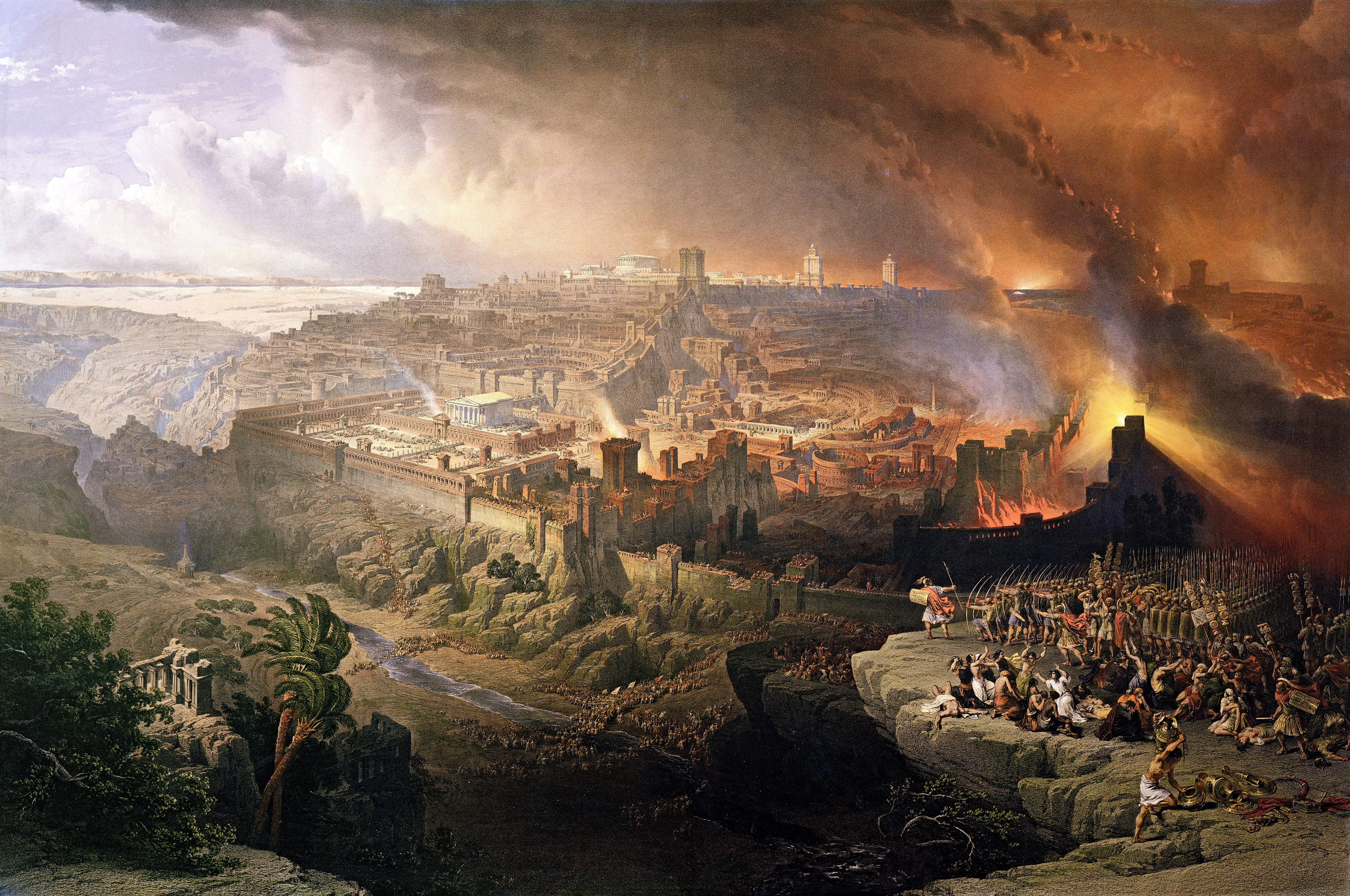
耶路撒冷被罗马军团围攻，公元70年（大卫·罗伯茨，1850 年）
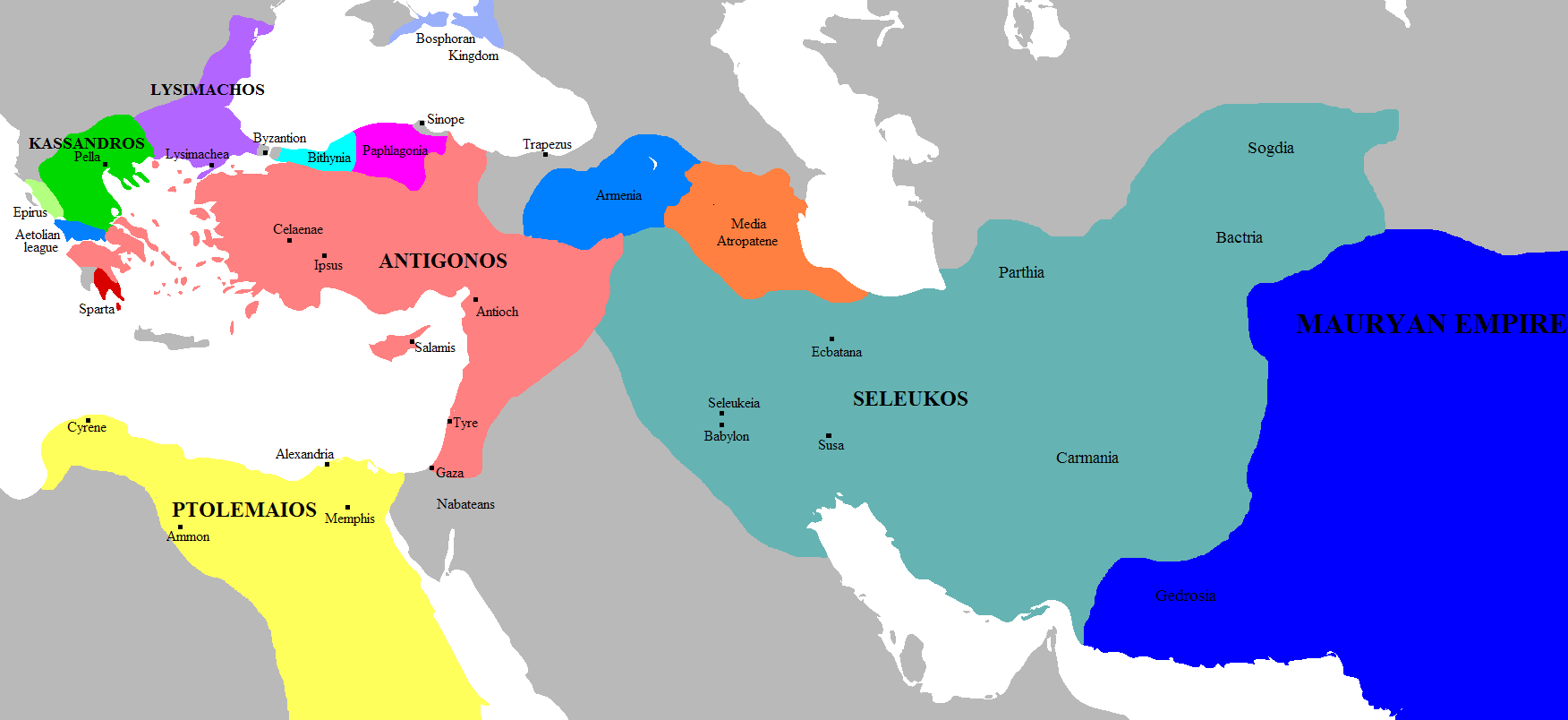
伊普苏斯战役前的继业者王国及其他王国，约公元前303年
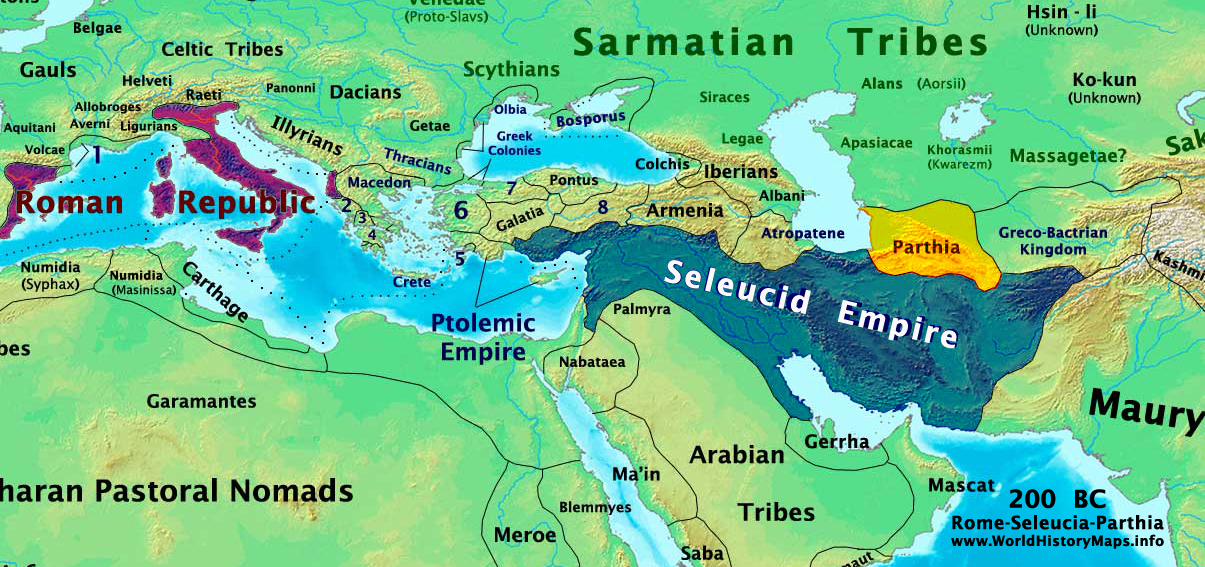
塞琉古帝国，约公元前200年
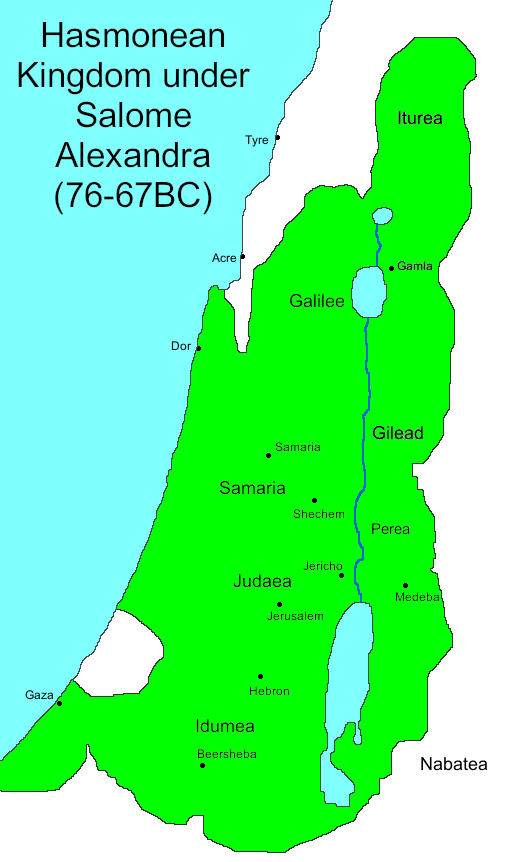
莎乐美·亚历山德拉统治时期，哈斯蒙尼王国的疆域达到极盛
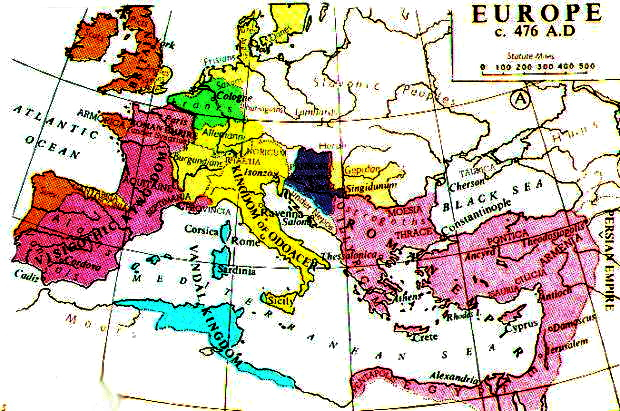
476年西罗马帝国灭亡后的欧洲形势
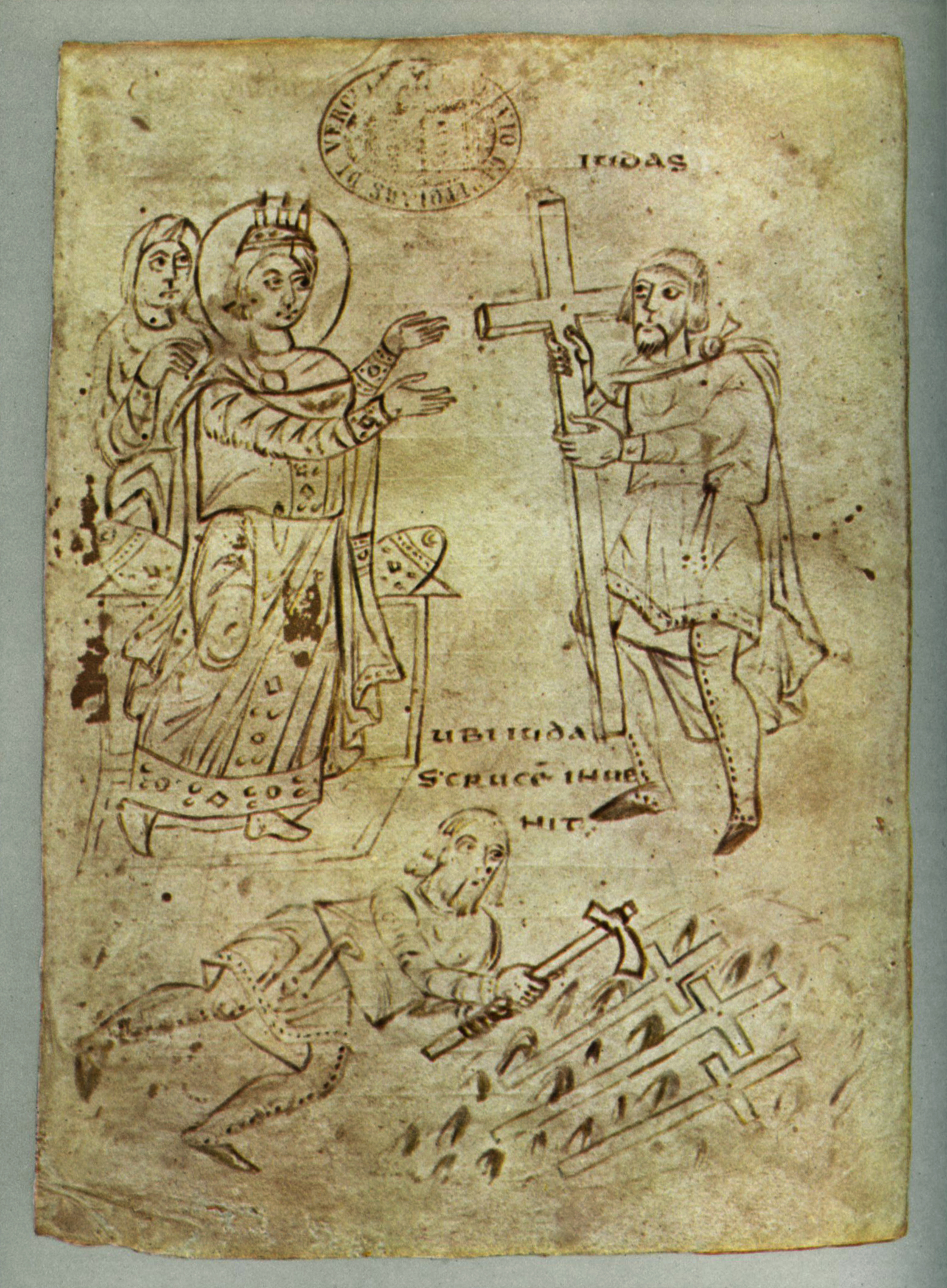
海伦娜皇太后发现真十字架（意大利手稿，约825年）
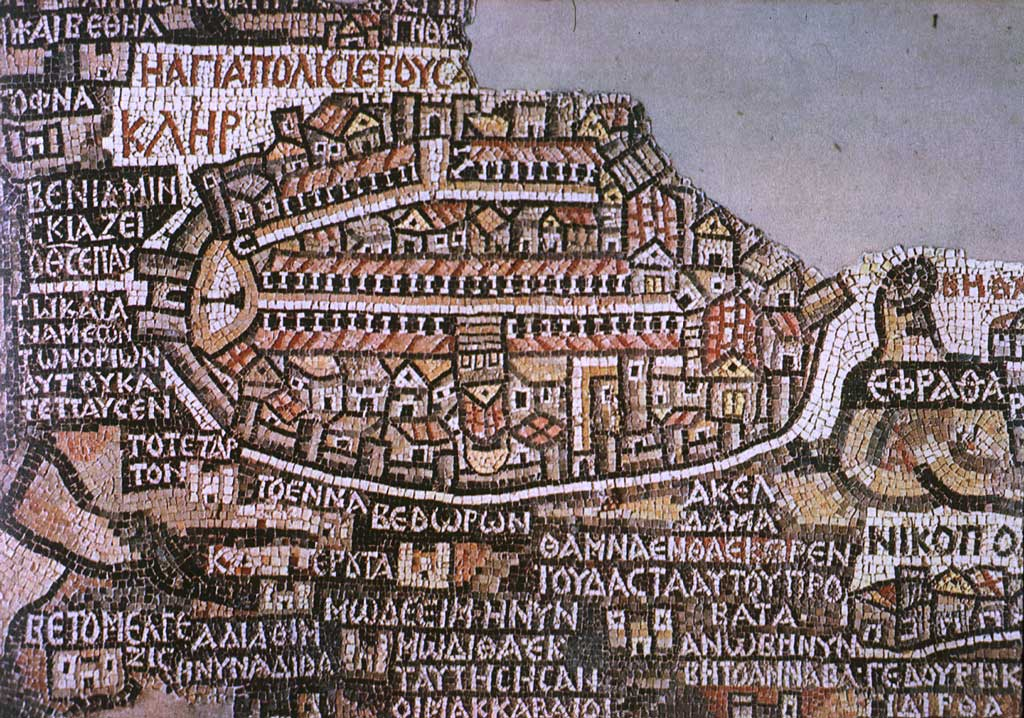
马达巴地图描绘了六世纪的耶路撒冷
倭马亚王朝统治下哈里发的扩张   穆罕默德统治下的扩张，622–632年   正统哈里发时期的扩张，632–661年   倭马亚王朝时期的扩张，661–750年
1180年，耶路撒冷的十字军国家
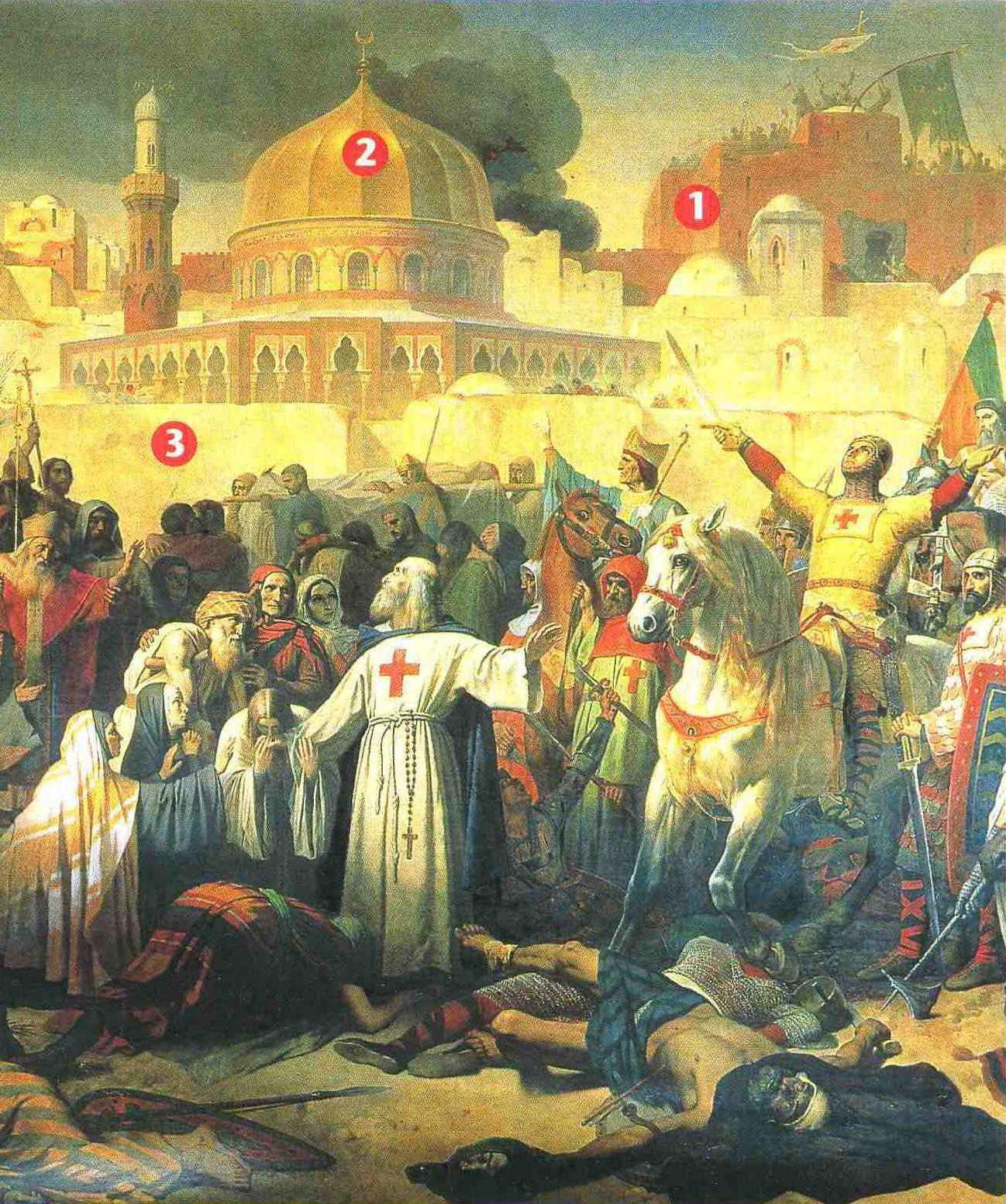
1099年7月15日，十字军占领耶路撒冷 1. 圣墓教堂 2. 岩石圆顶清真寺 3. 堡垒
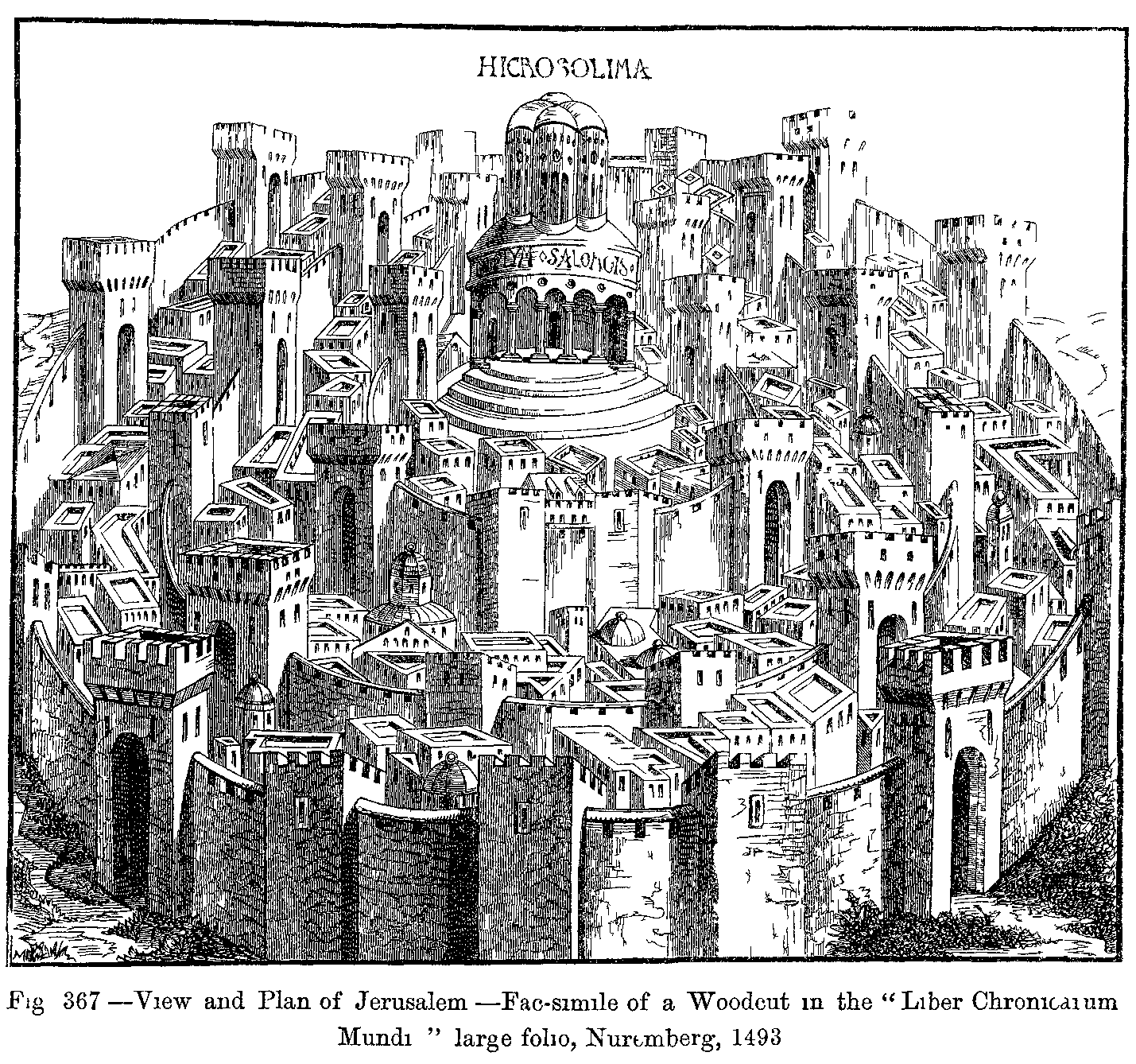
1493年《纽伦堡编年史》中的耶路撒冷木版画插图
萨拉丁死后，阿尤布王统治耶路撒冷，1193年
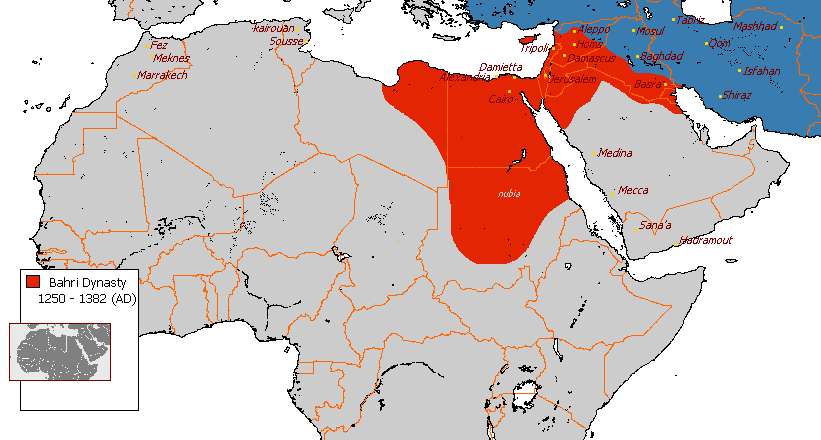
马穆鲁克王朝（1250–1382）
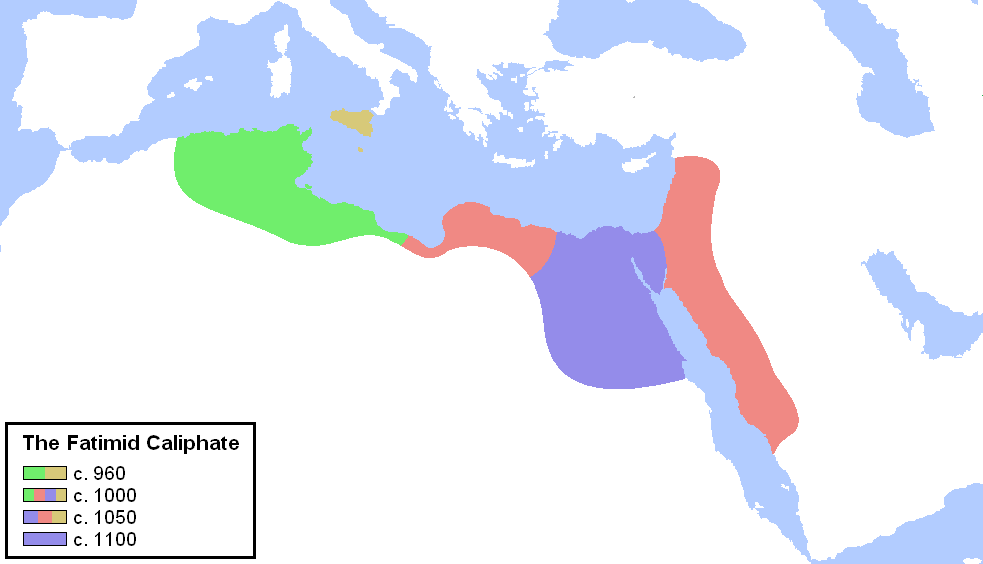
法蒂玛王朝极盛时期的疆域
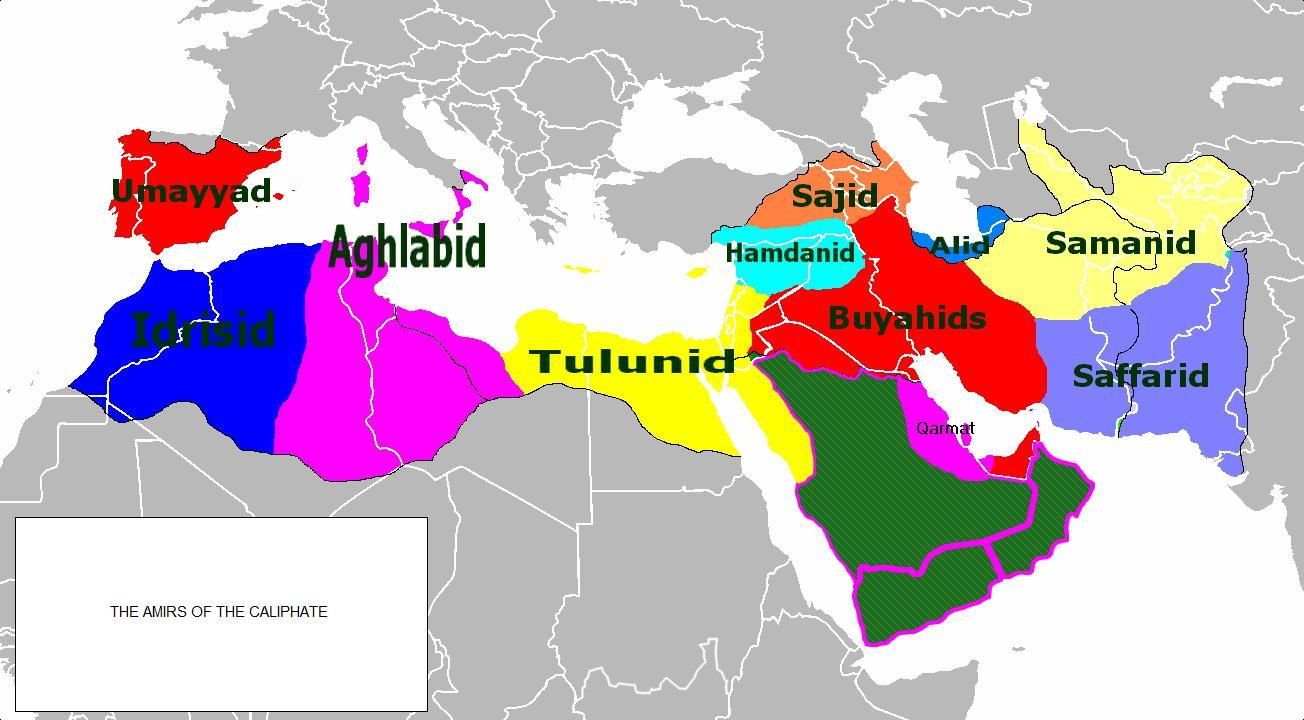
阿拔斯王朝失去军事统治地位后各个事实上独立的酋长国的不合时宜的地图（约950年）
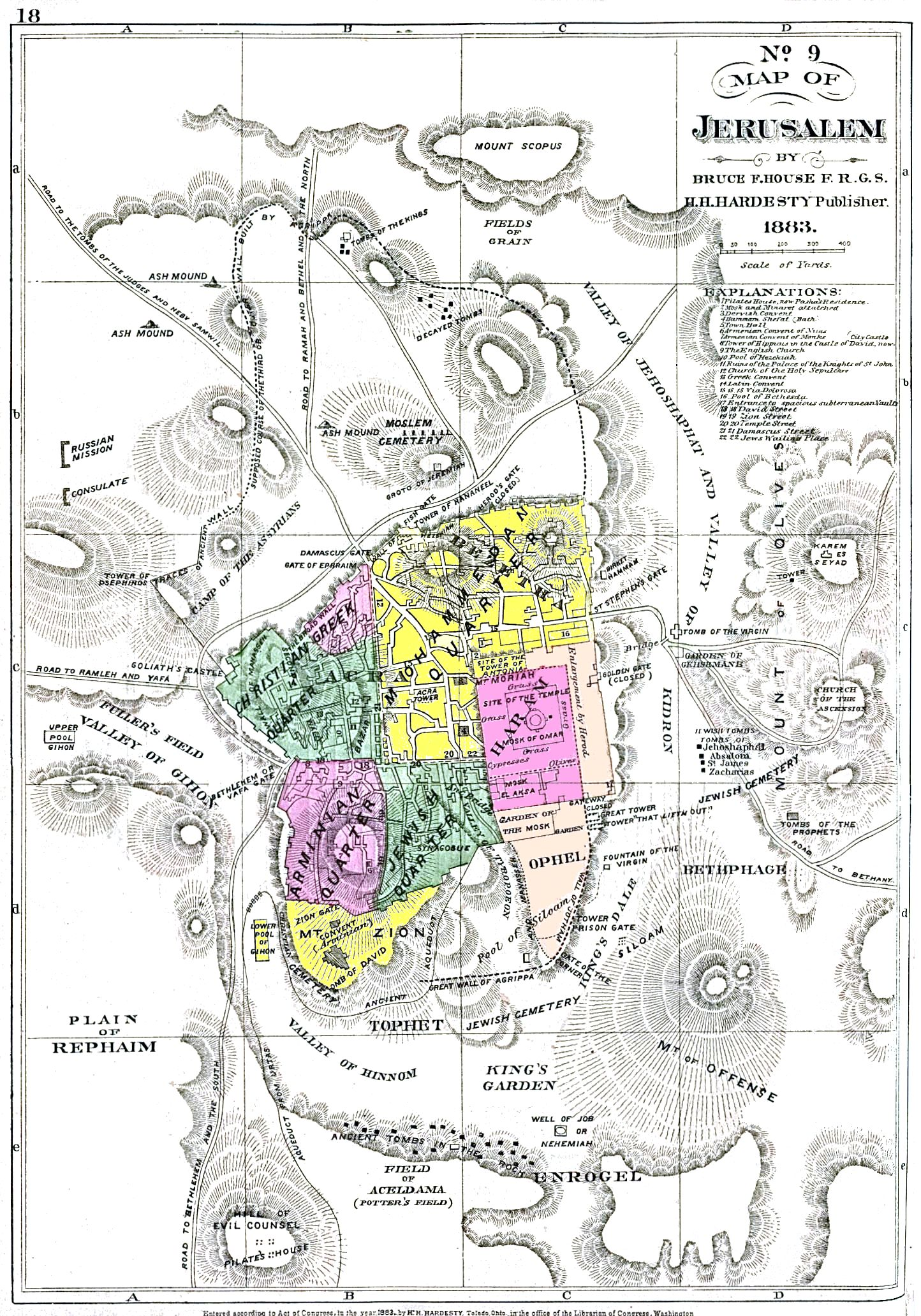
1883年的耶路撒冷
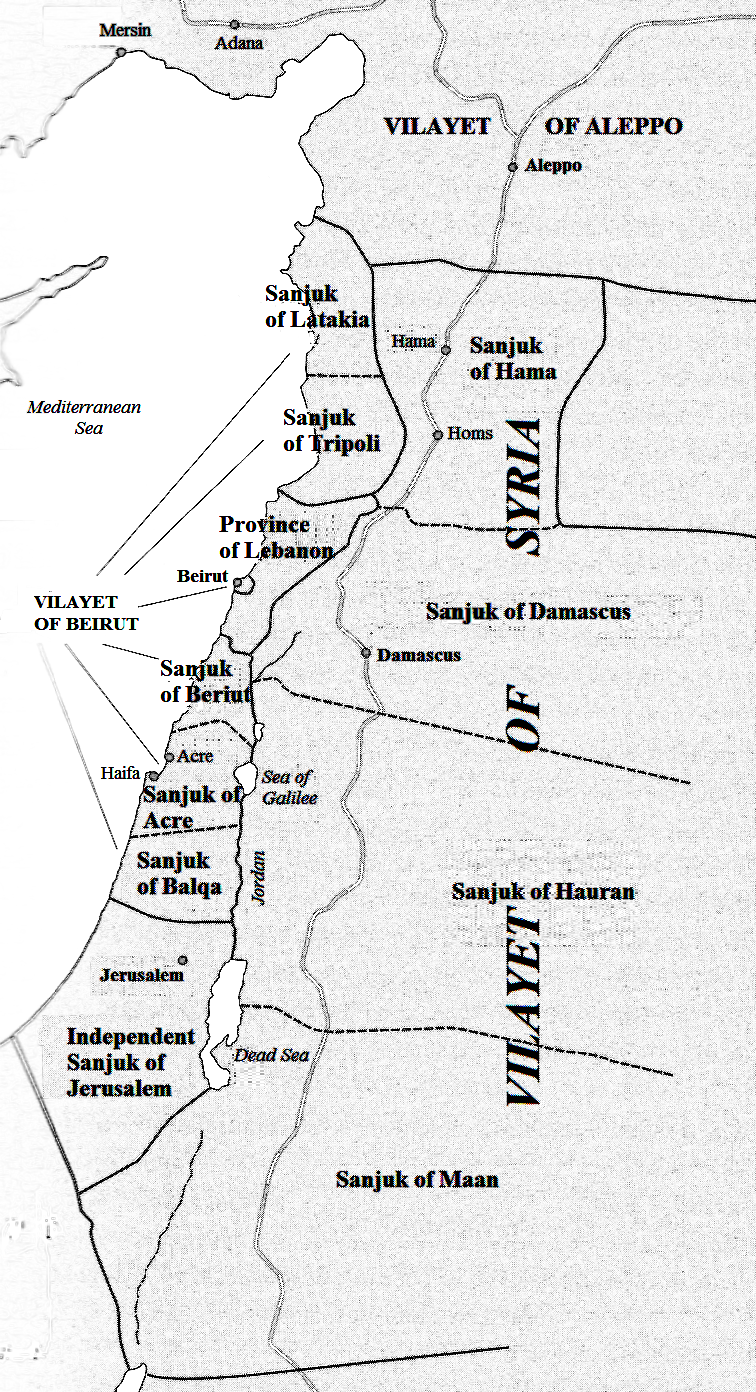
1887–1888年重组后，耶路撒冷的“独立”省份  位于黎凡特奥斯曼帝国行政区划内
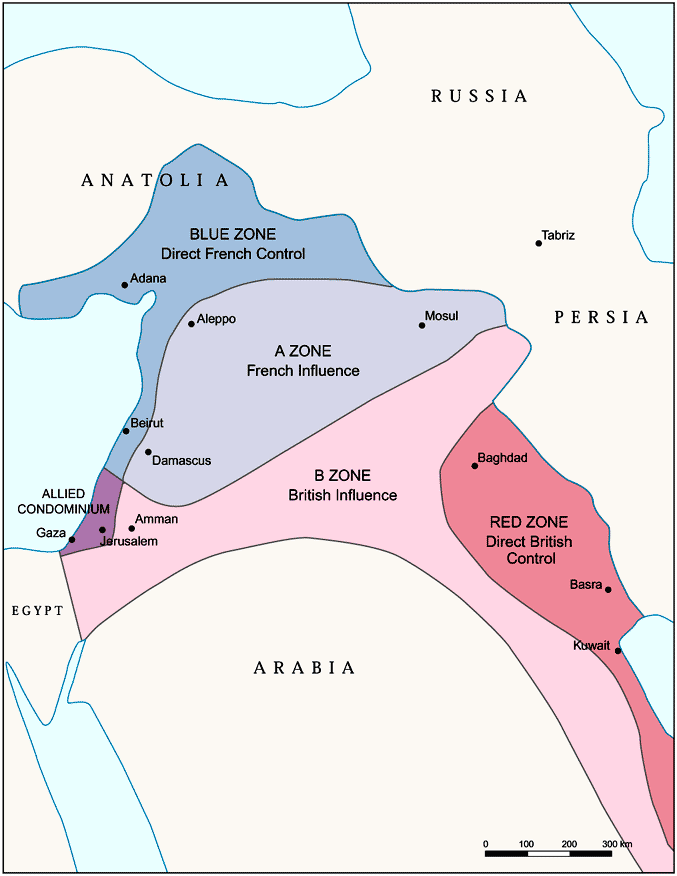
赛克斯-皮科协定中提出的法国和英国的影响和控制区
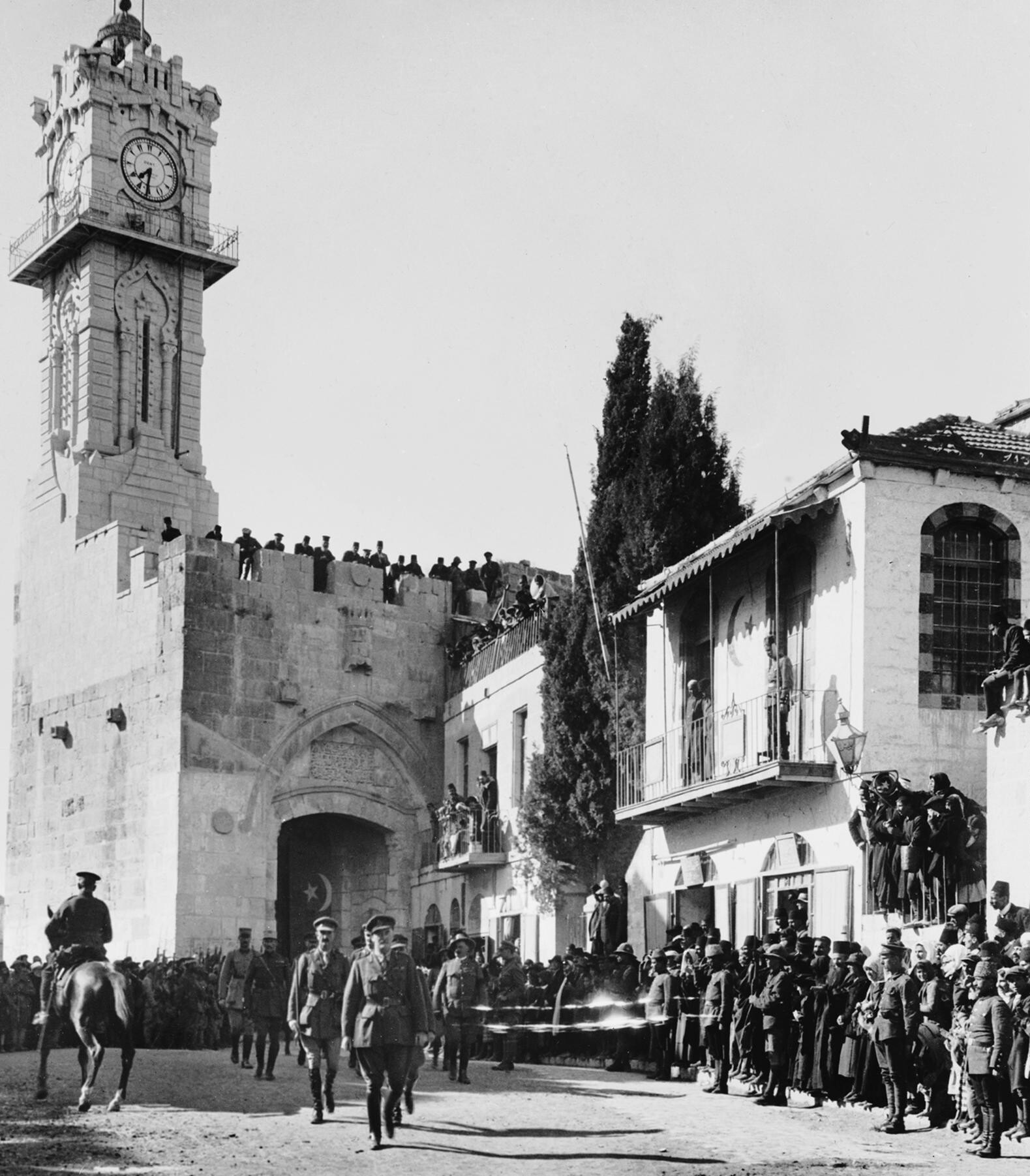
1917年12月11日，阿伦比将军步行进入老城表达对圣城的敬意
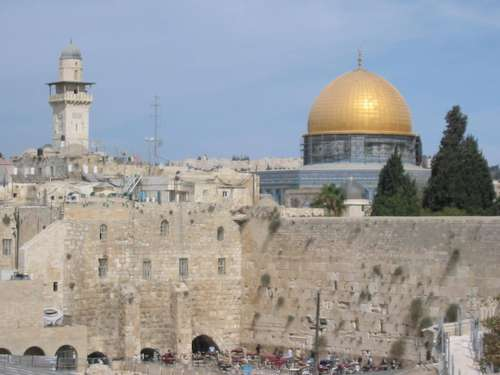
今日圣殿山，西墙在岩石圆顶清真寺前方

### 罗马时期早期
- 前40年–前37年：羅馬元老院任命大希律王為猶太人的王。羅馬協助希律攻佔耶路撒冷，哈斯蒙尼王朝滅亡。[3][4]

### 罗马时期后期

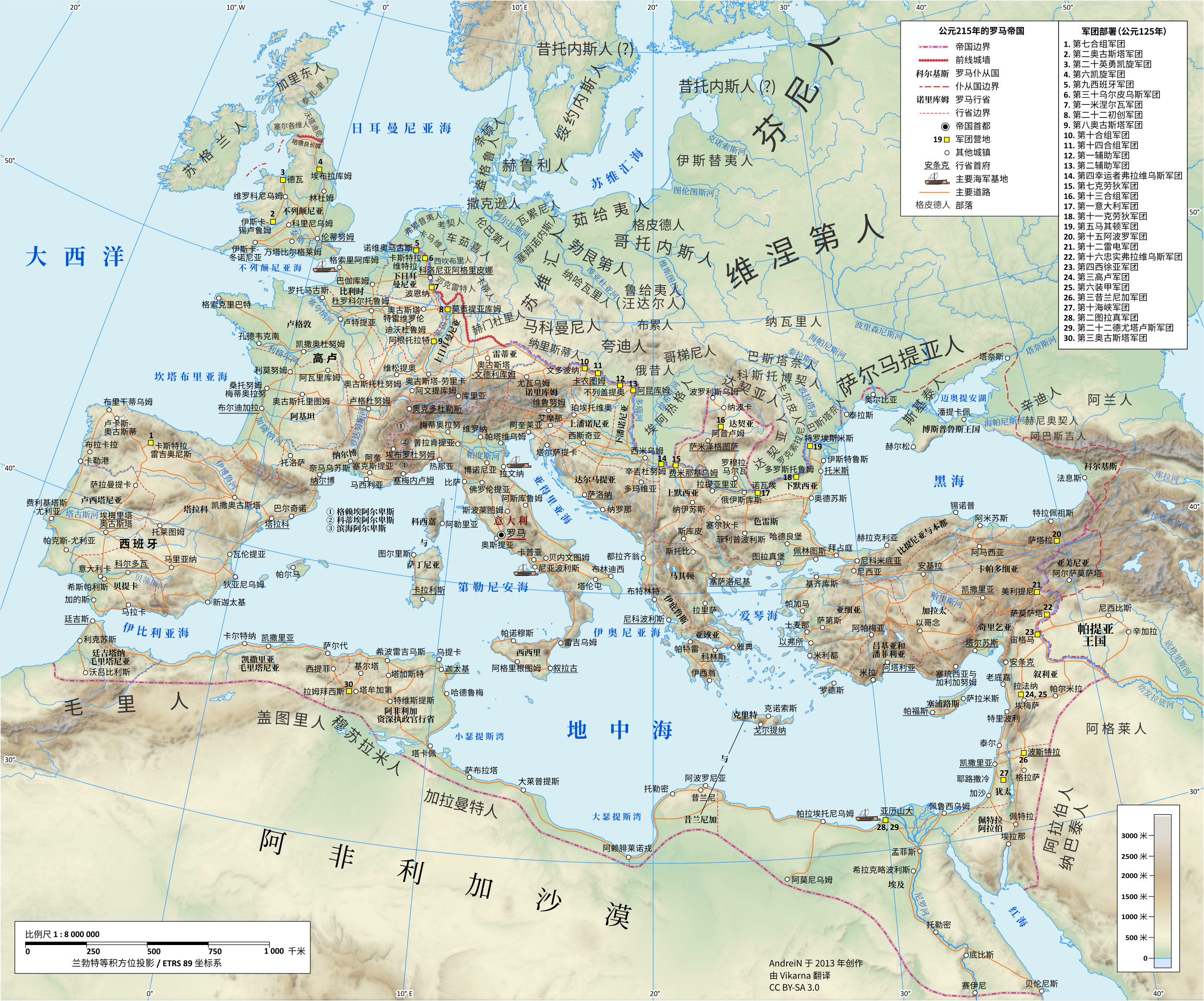
哈德良统治下的罗马帝国达到鼎盛时期，图中显示了公元125年罗马军团的部署位置。

罗马帝国在当地建立了殖民地爱利亚加比多连。

## 中世纪时期

### 正统哈里发、倭马亚与阿拔斯王朝时期
- 637年：欧麦尔·本·赫塔卜佔領耶路撒冷。

### 法蒂玛王朝时期
- 法蒂玛王朝极盛时期的疆域佔領耶路撒冷。

### 第一次十字军东征建立的耶路撒冷王国（1099–1187）
- 1099年：十字軍攻佔耶路撒冷。

### 阿尤布王朝和第二次十字军东征
- 1187年：萨拉丁佔領耶路撒冷。
- 1229年：在第六次十字军东征，腓特烈二世通過談判，讓耶路撒冷重歸基督教徒控制，城內的伊斯蘭教聖地仍由阿尤布王朝控制。

## 近代早期

### 奥斯曼帝国时期早期
1683年的奥斯曼帝国版图，包括耶路撒冷

## 近现代时期

### 英国托管时期
- 1917：英軍在第一次世界大战的耶路撒冷戰役擊敗奥斯曼帝国，攻佔耶路撒冷。一個月前《贝尔福宣言》剛發表。

### 以色列和约旦分治时期
- 1947–1948；英国托管的巴勒斯坦发生内战。
- 1948：第一次中东战争

- 1949年：耶路撒冷被宣布为以色列首都。以色列国会从特拉维夫迁移到耶路撒冷。约旦违反《1949年停战协议》，阻止以色列人访问西墙和瞭望山。
- 1951年：约旦国王阿卜杜拉一世在圣殿山被阿拉伯极端分子刺杀。
- 1953年：耶路撒冷犹太大屠杀纪念馆创立。
- 1964年：教皇保罗六世访问以色列，成为一千年来首位到访问圣地的教皇，但教皇只在老城旁的锡安山举行了一个仪式，并没有访问耶路撒冷旧城。他同君士坦丁牧首雅典納哥拉一世见面，互相撤销1054年东西教会大分裂的开除教籍贯令。
- 1966年：新的国会大厦落成。以色列国家博物馆成立。

### 现代以色列国时期
- 1967年6月5日–11日：六日战争。

- 6月6日：彈藥山戰鬥在東耶路撒冷發生
- 6月7日：以色列国防军占领耶路撒冷老城
- 6月10日：为修建西墙广场，老城摩洛哥区的135栋房屋和Al-Buraq清真寺被拆毁
- 6月28日：以色列宣告耶路撒冷统一，宣布所有宗教的信徒可自由进入老城各自圣地

### 新世纪下的耶路撒冷
- 2017年12月6日，美国总统特朗普宣布承认耶路撒冷为以色列首都。[5][6]基於耶路撒冷大使馆法案[7]，不簽署中止令，启动美驻以使馆迁往耶路撒冷的进程。美国在中东的盟国警告，这一举动可能引发大范围动荡。[8]这将是美国总统首次作出这一表态，引发中东多国强烈反对。中东多国警告，此举可能引发“危险后果”，破坏巴以和平进程。美国和以色列在宣布承认耶路撒冷为以色列首都后，Yandex英文版和谷歌在地圖搜索结果中将耶路撒冷显示为以色列的首都[9]。

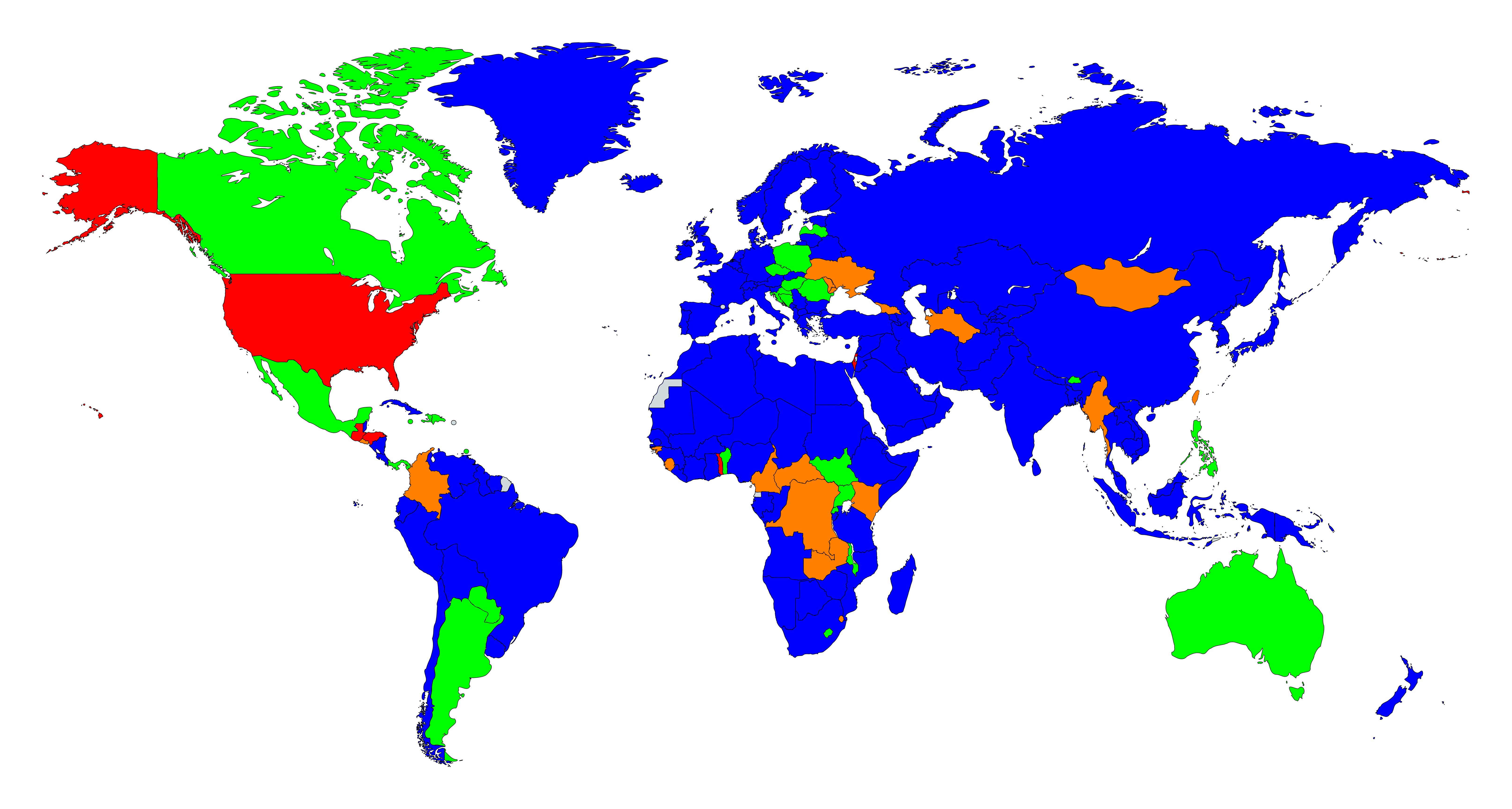
2017年12月21日聯合國 A/ES-10/L.22 號決議，藍色國為否定美國立場，橘色未出席，綠色棄權，紅色為贊同

2017年12月21日聯合國提出 A/ES-10/L.22 號決議表決，投票前美國政府發出大規模威脅，凡是投反對美國立場票的國家將中斷經援，並「記下名字」威脅日後報復，該決議草案强调，耶路撒冷的地位问题必须通过彻底的协商与谈判解决，任何單方國家的政策都沒有強制力，任何改变耶路撒冷现状地位或人口形势的决定与行动将没有法律约束、无法生效以及必须回归原状。投票結果128票赞成、9票反对、35票弃权，9票贊成中扣除美以自己，只有若干太平洋島國和非洲小國贊成，安理会常任理事国中除了美國外其餘四國反對，之後美國動用否決權，並表示本身的遷移使館會執行下去。